# Schaben (Verfahren)

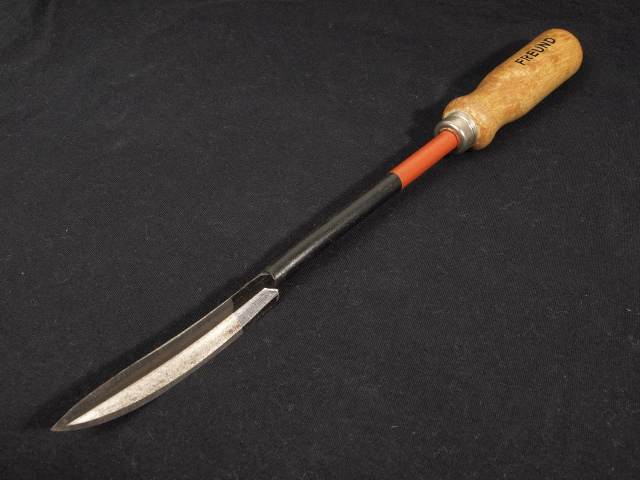
Dreikanthohlschaber, ähnlich einem Löffelschaber

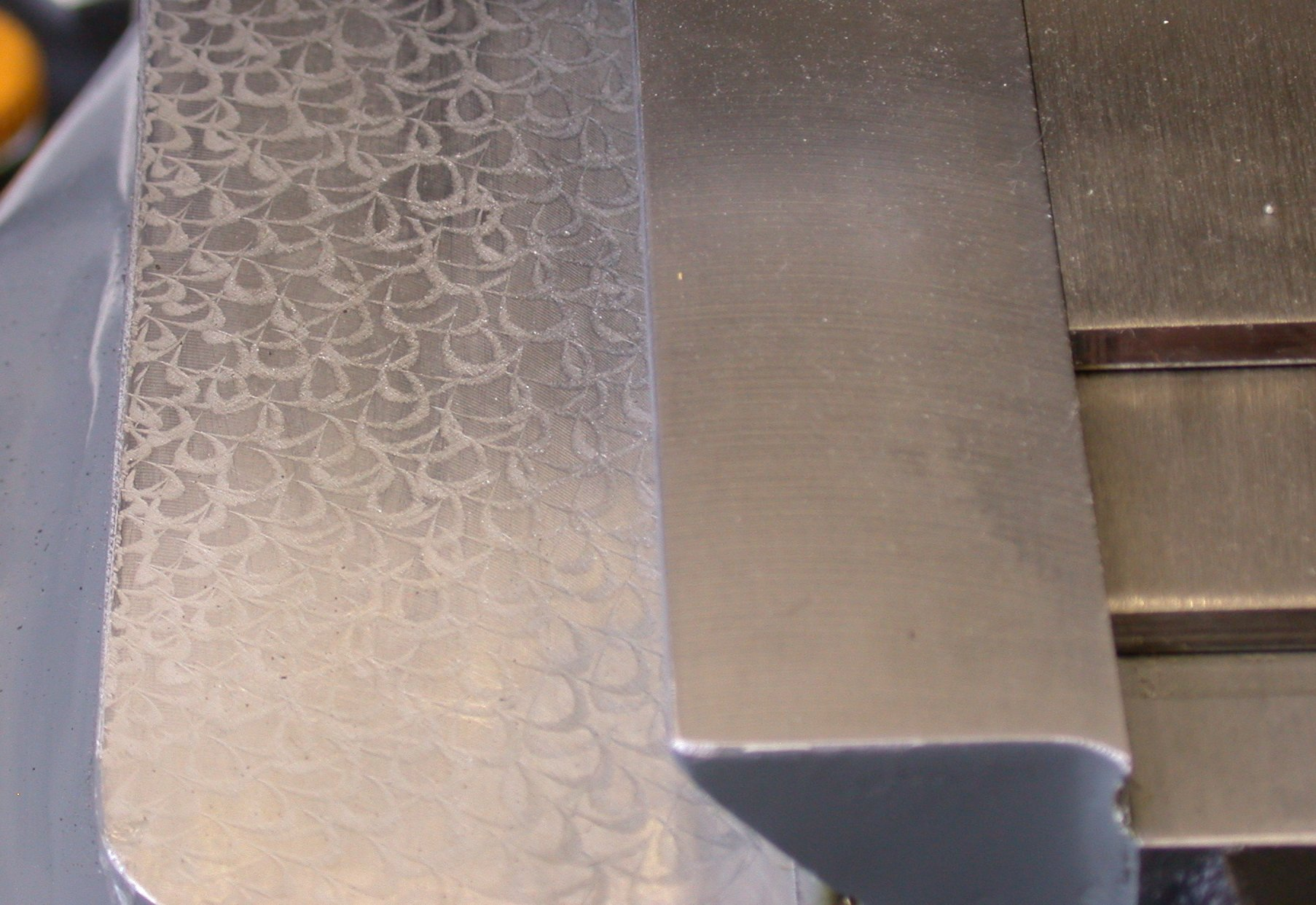
Eine Gleitfläche, die mit Strukturen versehen wurde, die als Öltaschen dienen

Schaben ist ein manuell oder maschinell ausgeführtes Fertigungsverfahren. Es zählt in der Einteilung der Fertigungsverfahren nach DIN 8580 zum Spanen mit geometrisch bestimmter Schneide und dient insbesondere im Werkzeugmaschinenbau zur Herstellung von Führungen, Passflächen und zur Herstellung von Öltaschen in Gleitflächen. In der VDI-Richtlinie 3220 ist es definiert als: „Spanen mit vorzugsweise einschneidigen, nicht ständig im Eingriff stehendem, in einer Hauptrichtung bewegtem Werkzeug zur Verbesserung von Form, Maß, Lage und Oberfläche vorgearbeiteter Werkstücke.“ Demzufolge wird das Schaben erst nach anderen Verfahren wie dem Drehen oder Fräsen eingesetzt. Da diese Verfahren immer genauer wurden, haben sie in vielen Fällen das Schaben überflüssig gemacht.
Außerhalb des Maschinenbaus werden Oberflächen durch Schaben eingeebnet, geglättet, gereinigt oder von Beschichtungen befreit. Kanten können gebrochen, mit einer Fase versehen und entgratet werden.
Als Werkzeuge dienen unter anderem Spachtel, Leim- und Farbschaber bzw. Leim-, Glas- und Farbkratzer oder Ziehklingen.
Zum Bearbeiten von weichen Werkstoffen wie Holz werden auch Glasscherben verwendet, die beim Bruch von Fensterglas oder Trinkgläsern anfallen.

## Verfahren
Ziel des Verfahrens ist es,  die gegenüber der idealen Ebene erhabenen Stellen (durch Welligkeit, Verzug o. ä.) eines Werkstücks abzutragen. Da sich alle gleichmäßig über die Gesamtfläche verteilten, tragenden Punkte einer Fläche auf einer Ebene befinden, kann eine bestmögliche gleichmäßige Verteilung der Last erreicht werden. Die Lage der erhabenen Stellen und die Güte der Oberfläche werden durch Tuschieren mit Tuschierfarbe auf einer Tuschierplatte oder mit einem Tuschierlineal festgestellt. Die Farbe verbleibt je nach angewendetem Verfahren auf den erhabenen Flächen oder in den Vertiefungen. Nach dem Einebnen der Fläche werden Grate mit feinen Abziehsteinen geglättet. Erreichbar sind Ebenheitstoleranzen von 0,001 mm.
Durch kreuzweisen Wechsel der Richtung des Schabwerkzeugs entsteht ein typisches Schabmuster, welches teilweise auch allein seiner optischen Wirkung wegen hergestellt wird („Musterschaben“).
Am langsamen Verschwinden des Musters durch Abnutzung kann der Verschleiß abgeschätzt werden.
Durch Schaben werden auch bewusst Vertiefungen in der Arbeitsoberfläche angebracht, die als sogenannte Öltaschen eine längere Aufrechterhaltung des Schmierfilms ermöglichen, unter anderem auch in hydrodynamisch geschmierten Gleitlagern.
Die Bedeutung des Schabens wird unterschiedlich beurteilt. Im Werkzeugmaschinenbau und Gebrauchtmaschinenbereich („Retrofit“) wird es häufig eingesetzt. Neumaschinen werden wegen leistungsfähiger und präziser alternativer Verfahren nur noch selten mittels Schaben hergestellt.
Wird die Güte einer Fläche mit einer Messuhr ermittelt, ist zusätzlich ein Kippen der zu bearbeitenden Fläche möglich. Man spricht dann von Schaben auf Winkligkeit.

## Vorteile
Das Schaben bietet zahlreiche Vorteile. Zum einen ermöglicht es einen minimalen Stick-Slip-Effekt, der bereits bei einer minimalen Punktdichte von 25ppi und einem Traganteil von 60 % eintritt. Darüber hinaus erlaubt die Technologie eine äußerst präzise Bearbeitung der gesamten Maschinengeometrie, einschließlich Schwalbenschwanz-, V- und Flachführungen sowie der Geometrie vor Ort – und das alles ohne Demontage der gesamten Maschine.

## Varianten
Unterschieden wird das Hand- und Maschinenschaben. Nach der erzeugten Oberfläche unterscheidet man in Planschaben zur Herstellung ebener (planer) Oberflächen und Rundschaben für runde Oberflächen insbesondere am Umfang von zylindrischen Teilen. Auch wird differenziert zwischen dem Stoßschaben zur Grobbearbeitung (sogenanntes Schruppen) und dem Ziehschaben zur Feinbearbeitung (Schlichten).

## Werkzeuge

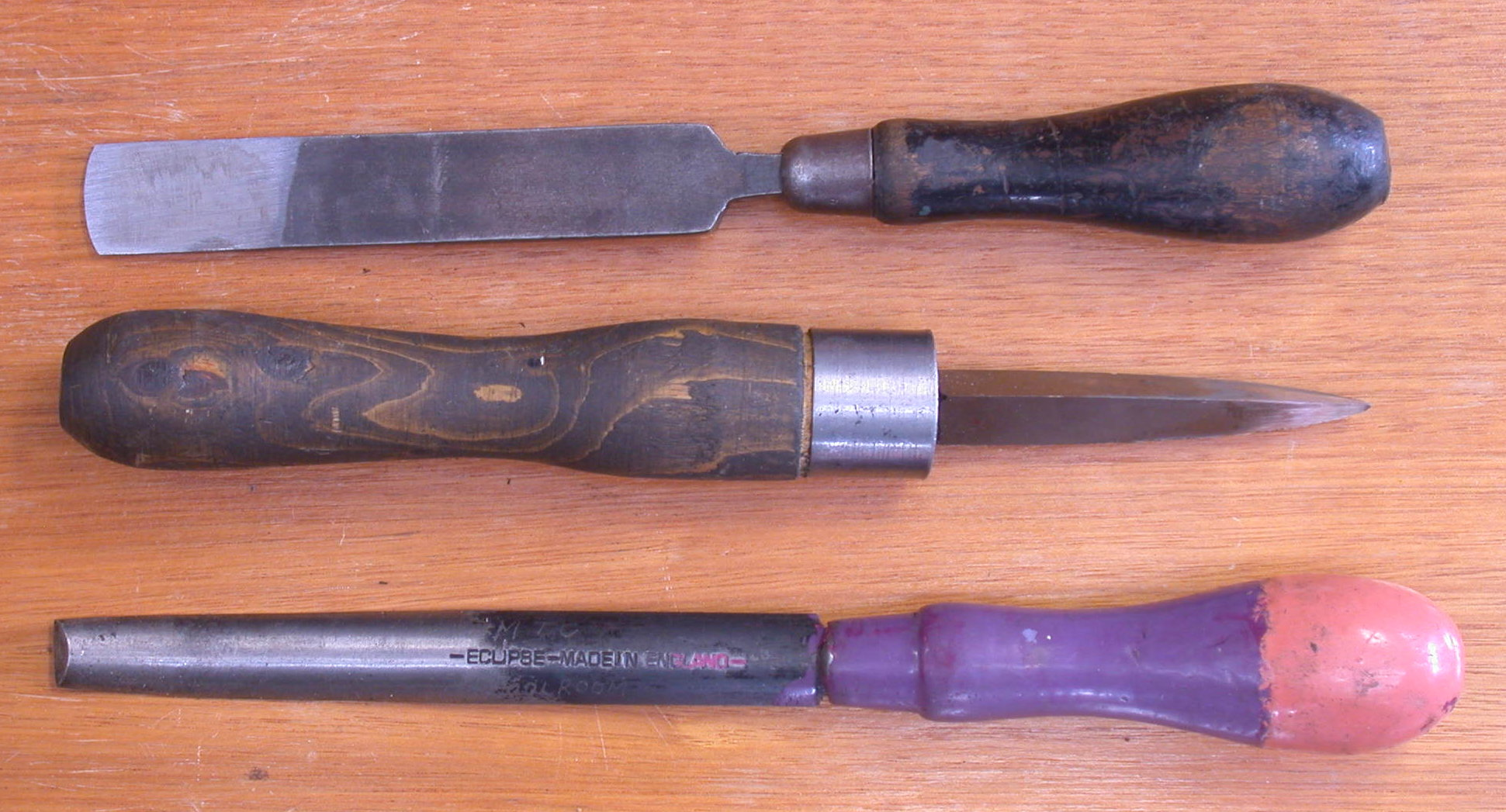
Handschaber

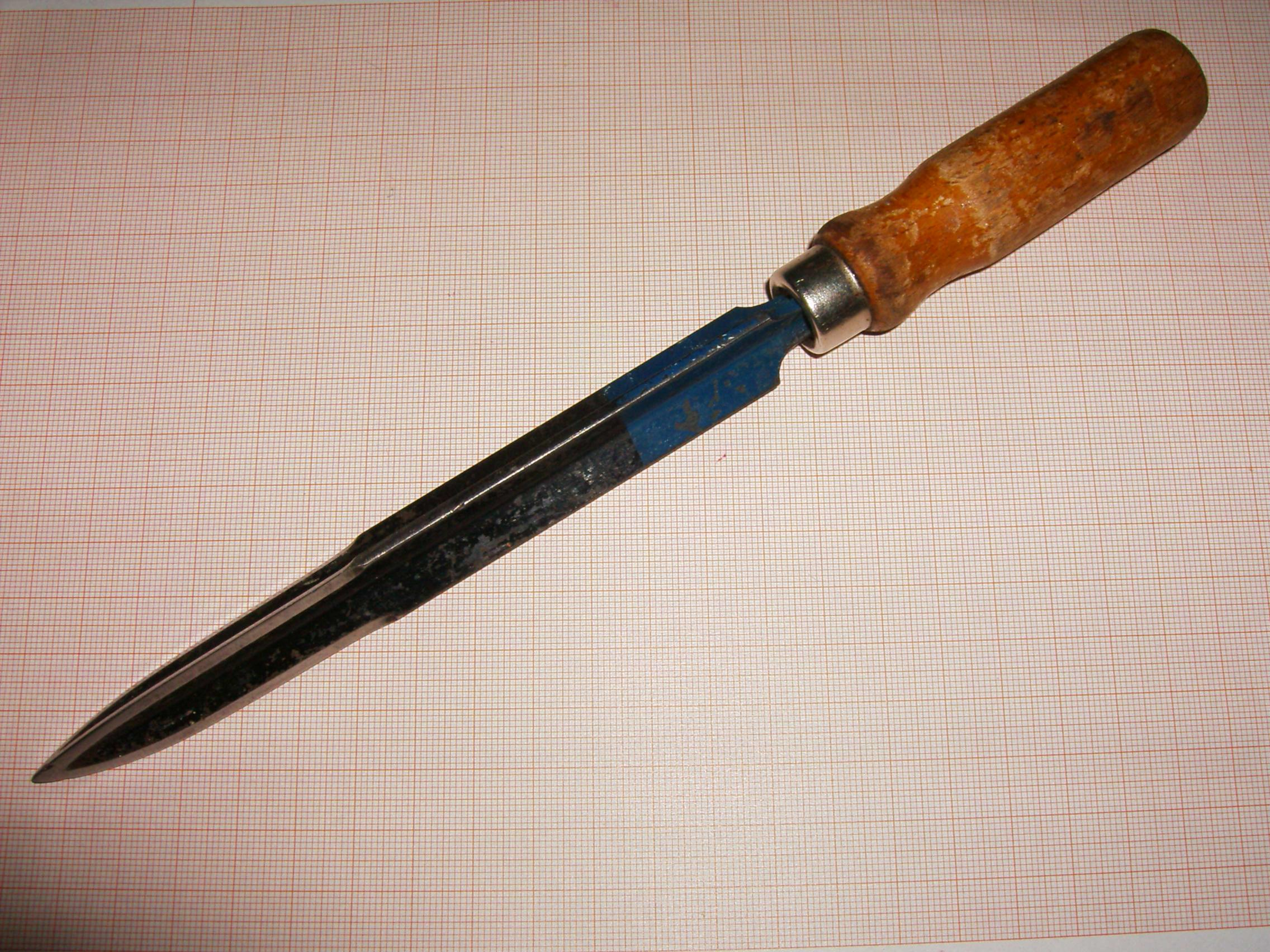
Dreikantschaber

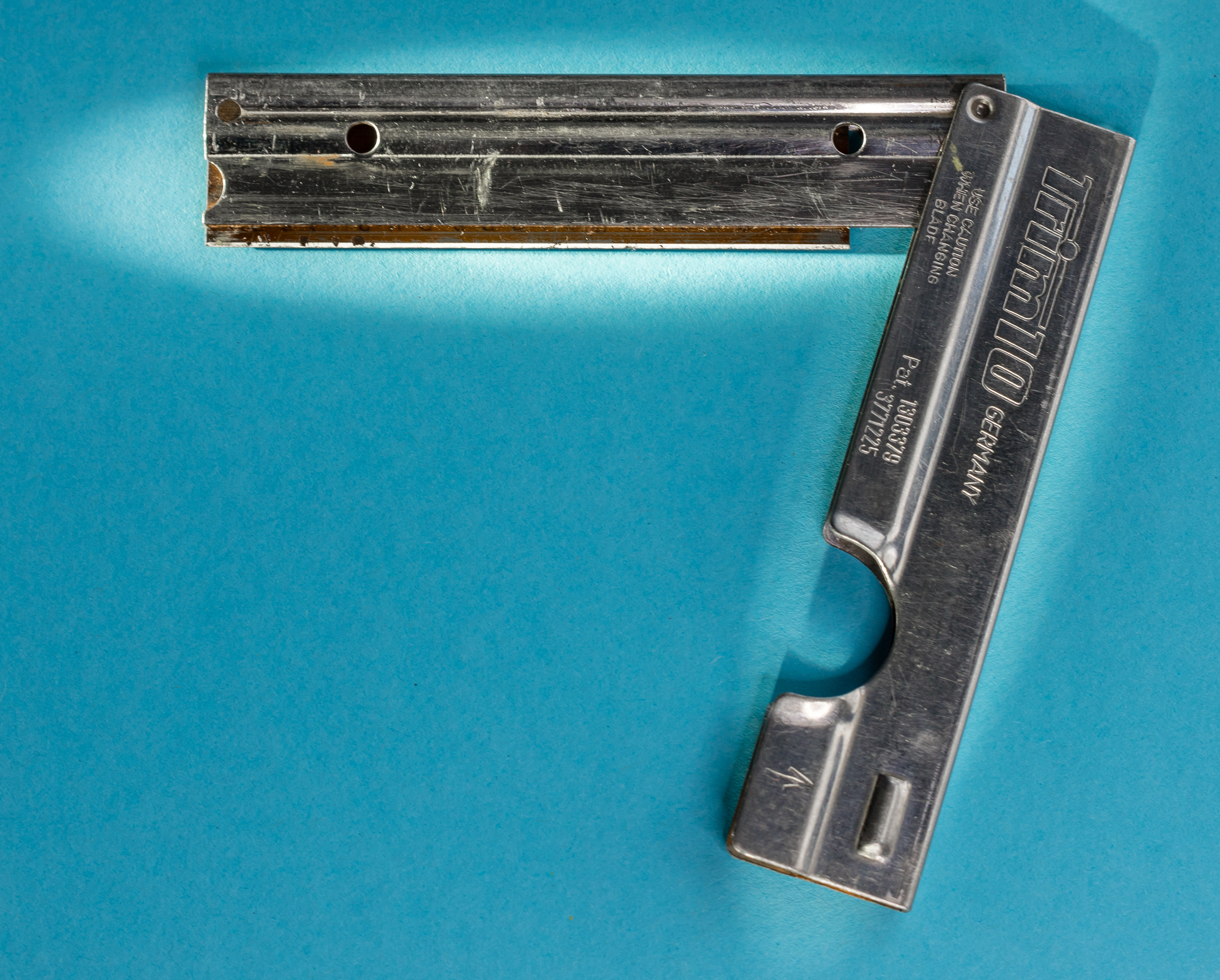
Glaskratzer mit auswechselbarer Klinge; andere handgeführte Kratzwerkzeuge verwenden kürzere Trapezklingen oder Rasierklingen

Wie bei allen Zerspanwerkzeugen hat der für den Werkstoffabtrag verantwortliche Schneidenteil eine Keilform. Um ein zu tiefes Eindringen der Werkzeugschneide in den Werkstoff zu verhindern, hält man die Summe von Freiwinkel und Keilwinkel größer als 90 °. Es entsteht so ein negativer Spanwinkel. Beim Schaben ebener Flächen wird zunächst ein Flachschaber verwendet, zum Nachschaben wird ein Ziehschaber eingesetzt. Für gewölbte Flächen, z. B. bei Gleitlagern, verwendet man Dreikantschaber und Löffelschaber.

### Handschaber
Der Handschaber dient zum Bearbeiten meist planer, im Ausnahmefall auch zylindrischer Flächen. Der Handschaber ist in seiner Urform ein sehr altes Werkzeug, welches schon in der Steinzeit zum Bearbeiten von Holzstämmen benutzt wurde.
Im Zuge der Industrialisierung im 19. Jahrhundert wurde der Handschaber dann vielfach zur Bearbeitung von Maschinenbetten, Spindelhülsen oder Gleitflächen eingesetzt.
Der Handschaber besteht meist aus Holzgriff, Stiel und einer Klemmung zur Aufnahme des auswechselbaren Schaberplättchens. Das Schaberplättchen besteht aus Hochleistungs-Schnellarbeitsstahl oder Hartmetall und muss regelmäßig mit speziellen feinkörnigen Schleifkörpern nachgeschärft werden.

### Elektroschaber
Elektroschaber (Oszillierer) verkürzen die Bearbeitungszeit. Ein Elektromotor erzeugt hierbei eine oszillierende Hubbewegung. Hublänge (Amplitude) sowie Hubgeschwindigkeit sind gewöhnlich regelbar. Allerdings sind Elektroschaber wesentlich schwerer und verursachen starke Vibrationen.

## Schaben als Reinigungsverfahren
Im Gegensatz zum oben behandelten Schaben als spanendes Fertigungsverfahren soll beim Schaben zum Reinigen von Oberflächen das Material des Werkstücks möglichst nicht abgetragen werden.
Die Schneide des Schabers kann daher auch aus einem weicheren Material bestehen, als das zu reinigende Werkstück. In diesem Fall kommt es auf den Spanwinkel nicht mehr an, so dass harte Materialien wie Glas und Glaskeramik auch mit scharfen Klingen, d. h. mit sehr kleinem Keilwinkel gereinigt werden können.
Vielfach werden zum Reinigen von Oberflächen von Beschichtungen oder Verunreinigungen einfache Gipser- bzw. Maler-Spachtel oder Schabewerkzeuge mit der Möglichkeit zum Einklemmen von Wegwerfklingen eingesetzt.
Zum Entfernen von Farbschichten auf Holz gibt es eine Vielzahl von Hand- und Elektrowerkzeugen, die mit Klingen verschiedener Art versehen werden können.
Um beim Entfernen von Beschichtungen von weicheren Holzarten nicht versehentlich mit der Schaberklinge in die Holzoberfläche einzudringen, werden die Klingen vorzugsweise ziehend eingesetzt (wobei die sogenannte Ziehklinge ein Werkzeug ist, mit dem bei entsprechender Zurichtung der Schneidkante auch spanabhebend gearbeitet wird).
Um den Abtrag von Beschichtungen zu erleichtern, werden diese vor dem Abschaben oft durch chemische Abbeizmittel oder durch Erwärmung erweicht.